# Murphy's stormvogel
Murphy's stormvogel (Pterodroma ultima) is een vogel uit de familie van de stormvogels en pijlstormvogels (Procellariidae). De vogel broedt op een aantal eilanden in het oostelijk deel van de Grote Oceaan.

## Kenmerken
De vogel is 34,5 tot 41 cm lang. Het is een overwegend donker gekleurde stormvogel. Vooral op de kop en het bovenste deel van de borst is de vogel dof donker grijsbruin gekleurd, het donkerst rondom het oog en naar de buik toe geleidelijk iets lichter grijsbruin. Het oog is bruin, de relatief kleine snavel is zwart. De poten zijn vleeskleurig tot grijs, de tenen donkergrijs. Het mannetje is iets groter, verder verschillen de geslachten niet in verenkleed.

## Verspreiding en leefgebied
Deze zeevogel broedt op de Pitcairneilanden, Tuamotu, Gambiereilanden, Paaseiland en Salas y Gomez en misschien ook op de Cookeilanden en de Juan Fernandez eilanden. Buiten de broedtijd verblijft de vogel in het midden en het noorden van de Grote Oceaan tot aan de Golf van Alaska.

## Status
De grootte van de populatiegrootte is in 2004 geschat op 0,8-1 miljoen vogels. De aantallen broedparen nemen echter af door predatie op de kuikens en eieren door ratten (Rattus exulans) die onbedoeld op de eilanden zijn terecht gekomen. Op de Rode lijst van de IUCN heeft deze soort de status niet bedreigd.